# Squash-Verband Berlin-Brandenburg
Der Squash Verband Berlin Brandenburg e. V. (SVBB) ist der für die Sportart Squash zuständige Landesverband in Berlin und Brandenburg und Mitglied im Deutschen Squashverband. Der SVBB ist aktuell Dachverband von acht Squashvereinen. Nach der Insolvenz des Berliner Squash Racket Verband e. V. (BSRV) erfolgte 1999 die Neugründung des Verbandes unter dem neuen Namen.

## Mitglieder
- 1. Squash Club Berlin
- Airport Squash & Fitness
- Berliner Sparkasse
- LobStars Berlin-Brandenburg
- Sportgemeinschaft Stern Berlin 66
- Squash Club Buschkrug
- Squash Club Fit Fun
- Surf und Squash Idylle

## Ligaspielbetrieb
Aktuell betreibt der Verband eine Ober- und eine Landesliga der Aktiven, sowie Oberligen für Damen, Senioren und Junioren. Mannschaften aus Berlin und Brandenburg treten zudem in überregionalen Regionalligen an.